# M15 (Машрік)
M15 — є основною дорогою з півночі на південь у міжнародній мережі доріг Арабського Машріку, що з’єднує міста Алеппо та Ер-Рамаді. Дорога починається в Алеппо, а потім пролягає через Дайр-ез-Заур і Абу-Кемаль до Ер-Рамаді. Дорога пролягає через дві країни, а саме Сирію та Ірак.

## Номери національних доріг
М15 пролягає з півночі на південь наступними національними дорогами:
| Номер | Маршрут        |
| Сирія | Сирія          |
| ----- | -------------- |
| 4     | Алеппо - Ірак  |
| Ірак  |                |
| 12    | Сирія - Рамаді |